# Trine Jensen
Pour les articles homonymes, voir Jensen.
Trine Jensen, née le 16 octobre 1980, est une handballeuse internationale danoise.
Avec l'équipe du Danemark, elle participe notamment aux jeux olympiques de 2004 où elle remporte une médaille d'or.
Elle est la sœur du handballeur Jesper Jensen.

## Palmarès

### Sélection nationale
Jeux olympiques d'été
- médaille d'or aux Jeux olympiques de 2004 à Athènes,

championnats d'Europe 
- vainqueur du championnat d'Europe 2002

### Club
- vainqueur de la coupe d'Europe des vainqueurs de coupe en 2004 (avec Ikast Bording EH)